# Lupa-sziget
Lupa-sziget är en ö i Ungern.   Den ligger i provinsen Pest, i den centrala delen av landet, 14 km norr om huvudstaden Budapest.